# Maggie Lena Walker
Pour les articles homonymes, voir Walker.
Maggie Lena Draper Walker, plus communément connue sous le nom de Maggie Lena Walker, née le 15 juillet 1867 sur le domaine de Van Lew à Richmond dans l'État de la Virginie, morte le 15 décembre 1934 à Richmond, est une femme d'affaires américaine et une militante des droits civiques des femmes qui a joué un rôle majeur pour l'organisation et l'essor économique de la communauté afro-américaine de Richmond.

## Biographie

### Jeunesse et formation
Maggie Lena Draper Walker née Maggie Lena Mitchell est la fille d'Elizabeth Draper, une esclave et cuisinière du domaine d'Elizabeth Van Lew, et d'Eccles Cuthbert, un journaliste d'origine irlandaise . Elizabeth Van Lew est une abolitionniste, unioniste et espionne de l'Union pendant la guerre de sécession (1861–1865),. C'est dans la maison d'Elizabeth Van Lew qu'Elizabeth Draper rencontre Eccles Cuthbert, qui réalise un reportage pour le New York Herald. Peu de temps après la naissance de Walker, Elizabeth Draper épouse William Mitchell, le majordome de  Van Lew. Le couple donne naissance, en 1870, à un enfant, le demi-frère de Walker, Johnnie Mitchell. Après les lois d'émancipation abolissant l'esclavage, William Mitchell et Elizabeth Draper quittent le domaine, William a trouvé un emploi de maître d'hôtel à l'hôtel St. Charles de Richmond.  En 1876, William est retrouvé mort noyé dans une rivière sans que l'on sache exactement la cause de son décès : assassinat ou suicide. Sa disparition tragique laisse Elizabeth et ses enfants dans la pauvreté. Pour s'en sortir, Elizabeth crée une blanchisserie, Maggie participe à la vie de l'entreprise en livrant le linge propre aux clients blancs. C'est à cette époque qu'elle prend conscience de l'écart entre la qualité de vie des Blancs et des Afro-américains aux États-Unis et décide qu'elle combattrait cette inégalité. Ses études primaires terminées, elle suit ses études secondaires à l'Armstrong High School (en), une école ségréguée de Richmond Mitchell, elle obtient son diplôme de fin d'études secondaires en 1883 comme major. Ensuite elle enseigne pendant trois ans à la Lancaster School et, en même temps, elle suit des cours de comptabilité et de commerce. Depuis ses 14 ans elle est membre d'une fraternité afro-américaine le Grand United Order of St. Luke, connu depuis sous le nom de l'Independent Order of St. Luke / l'Ordre indépendant de saint Luc,,,,.

### Vie privée
En 1878, elle devient membre de la First African Baptist Church (Savannah, Georgia) (en).
Le 14 septembre 1886, elle épouse Armstead Walker, de leur union naissent  trois enfants : Russell Eccles Talmadge Walker (1890 - 1923), Armstead Mitchell “Eccles Talmage” Walker (né le 8 juillet 1893 et mort prématurément à l'âge de six mois le 4 février 1894) et Melvin DeWitt Walker (1897 - 1935),.
Maggie Lena Walker repose à l'Evergreen Cemetery (Richmond, Virginia) (en) aux côtés de son époux et de ses enfants.

### Archives
Les archives de Maggie L. Walker sont déposées et consultables au musée Maggie L. Walker, l'un des six bâtiments du Maggie L. Walker National Historic Site (en). 
En 2009, des chercheurs du Collège de William et Mary, ont commencé le catalogage de sa correspondance contenue dans 30 cartons dans le grenier de sa maison. L'opération a duré 8 ans, la correspondance  est mise à la disposition du Musée en 2017.

## Distinctions et hommages
- 1927 : l'université de Virginie lui décerne un Master of Arts (mastère 2) à titre honorifique[14].
- 1991 : inauguration d'une High school (équivalent de nos lycées) la Maggie L. Walker Governor's School for Government and International Studies (en)[15],[16],[17].
- 2001 : cérémonie d'inscription à l'U.S. Business Hall of Fame (en)[18],[19].
- 2017 : érection à Richmond d'une statue (réalisée par le sculpteur Antonio Tobias Mendez (en)) en son honneur  sous la présidence du maire Levar Stoney (en)[20],[21].

## Pour approfondir

#### Notices dans des encyclopédies et manuels de références
- (en-US) Paul Wilson Boyer (dir.), Notable American Women : A Biographical Dictionary, vol. 3 : 1607-1950, P-Z, Cambridge, Massachusetts, Belknap Press of Harvard University Press, 1er janvier 1971, 729 p. (ISBN 9780674288379, lire en ligne), p. 530-531,
- (en-US) Michael W. Williams (dir.), The African American Encyclopedia, vol. 6. The Sport of the Gods - Zydeco, New York, Cavendish Square Publishing, 1er mai 1993, 1818 p. (ISBN 9781854355454, lire en ligne), p. 1644-1645,
- (en-US) Mary Beth Trimper (dir.), African American Biography, vol. 4. S-Z, Detroit, Michigan, U.X.L., 10 décembre 1993, 823 p. (ISBN 9780810392342, lire en ligne), p. 752-755,
- (en-US) Suzan Michele Bourgoin & Paula K. Byers (dir.), Encyclopedia of World Biography, vol. 16. Vitoria-Zworykin, Detroit, Michigan, Gale Research, 2 décembre 1997, 540 p. (ISBN 9780787625566, lire en ligne), p. 65-66,
- (en-US) Shirelle Phelps (dir.), Contemporary Black Biography, vol. 17, Farmington Hills, Michigan, Gale Research, 23 mars 1998, 303 p. (ISBN 9780787612733, lire en ligne), p. 192-194,
- (en-US) Jennifer Mossman (dir.), Reference Library of American Women, vol. 3. N-Z, Farmington Hills, Michigan, Gale Research, 1999, 742 p. (ISBN 9780787638641, lire en ligne), p. 693-694,
- (en-US) Darryl Lyman, Great African-American Women, Middle Village, état de New York, Jonathan David Publishers, 1er avril 1999, 343 p. (ISBN 9780824604127, lire en ligne), p. 245-247,
- (en-US) R. Kent Rasmussen (dir.), The African American Encyclopedia, vol. 9. Sui-Wil, New York, Cavendish Square Publishing, 30 janvier 2001, 2704 p. (ISBN 9780761472179, lire en ligne), p. 2621-2622,
- (en-US) Martha Ward Plowden, Famous Firsts of Black Women, Gretna, Louisiane, Pelican Publishing, 31 octobre 2001, 177 p. (ISBN 9781565541979, lire en ligne), p. 138-143,
- (en-US) Anne Commire & Deborah Klezmer (dir.), Women in World History : A Biographical Encyclopedia, vol. 16. Vict - X, Waterford, Connecticut, Yorkin Publications / Gale Cengage, 13 décembre 2001, 881 p. (ISBN 9780787640750, lire en ligne), p. 141-148,
- (en-US) Lean'tin Bracks (dir.), The Complete Encyclopedia of African American History : 400 Years of Achievement, vol. 1, Chalfont, Pennsylvanie, African American Publications (réimpr. 2014) (1re éd. 2012), 549 p. (ISBN 9781578595365, lire en ligne), p. 179,
- (en-US) Henry Louis Gates Jr. (dir.), African American National Biography, vol. 11. Taborn-Wheeller, New York, Oxford University Press, USA, 1er juillet 2013, 617 p. (ISBN 9780199990467, lire en ligne), p. 390-392

#### Essais et biographies
- (en-US) Muriel Branch et Dorothy Rice, Miss Maggie : A Biography Of Maggie Lena Walker, Marlborough House, juin 1984 (ISBN 978-99953-48-87-8),
- (en-US) Garnet Nelson Jackson, Maggie Walker, Business Leader, Cleveland, Ohio, Modern Curriculum Press, 1er décembre 1994, 36 p. (ISBN 9780813652429, lire en ligne),
- (en-US) Muriel Miller Branch & Dorothy Marie Rice, Pennies to Dollars : The Story of Maggie Lena Walker, North Haven, Connecticut, Linnet Books, 1997, 116 p. (ISBN 9780208024558, lire en ligne),
- (en-US) Gertrude Woodruff Marlowe, A Right Worthy Grand Mission : Maggie Lena Walker and the Quest for Black Economic Empowerment, Howard University Press, 6 novembre 2003, 286 p. (ISBN 978-0-88258-210-8),
- (en-US) Candice Ransom, Maggie L. Walker : Pioneering Banker and Community Leader, Minneapolis, Minnesota, Twenty-First Century Books, 2008, 120 p. (ISBN 9780822566113, lire en ligne),

#### Articles de revues
- (en-US) Beatrice J. Fleming, « America's First Woman Bank President », Negro History Bulletin, vol. 5, no 4,‎ janvier 1942, p. 75, 95 (lire en ligne ),
- (en-US) Charles Willis Simmons, « Maggie Lena Walker and The Consolidated Bank and Trust Company », Negro History Bulletin, vol. 38, no 2,‎ février-mars 1975, p. 345-349 (5 pages) (lire en ligne ),
- (en-US) Elsa Barkley Brown, « Womanist Consciousness: Maggie Lena Walker and the Independent Order of Saint Luke », Signs, vol. 14, no 3,‎ printemps 1989, p. 610-633 (24 pages) (lire en ligne ),
- (en-US) Elsa Barkley Brown, « Constructing a Life and a Community: A Partial Story of Maggie Lena Walker », OAH Magazine of History, vol. 7, no 4,‎ été 1993, p. 28-31 (4 pages) (lire en ligne ),
- (en-US) Celia Jackson Suggs, « Maggie Lena Walker », Negro History Bulletin, vol. 63, nos 1/4,‎ 2000, p. 39-44 (6 pages) (lire en ligne ),